# Косотуриха
Косотуриха — деревня в Пермском районе Пермского края. Входит в состав Култаевского сельского поселения. Расположена примерно в 4,5 км к юго-западу от административного центра поселения, села Култаево.

## Население
| 2010 |
| ---- |
| 270  |

## Топографические карты
- Лист карты O-40-76 Юго-камский. Масштаб: 1 : 100 000. Состояние местности на 1983 год. Издание 1984 г.